# Marc Redondo Fusté
Marc Redondo Fusté (Esplugas de Llobregat, Barcelona, 17 de enero de 1981) es meteorólogo y profesor universitario.

## Biografía profesional
Es doctor en Información y Comunicación por la Universidad de Barcelona, graduado en Periodismo por la Universidad Europea de Madrid, Máster en Comunicación Social de la Investigación Científica por la Universidad Internacional de Valencia, Máster en Cambio Climático y Desarrollo Sostenible por el Instituto de Investigaciones Ecológicas de Málaga y Máster en Administración y Dirección de Aeropuertos y Aerolíneas en Vértice Business School.   
Se estrena como hombre del tiempo en enero de 2001 en Radio Estudi Esplugues, la radio municipal de su localidad natal, hasta enero de 2004. Posteriormente, en enero de 2005, se incorpora a Ràdio Despí, en la vecina población de Sant Joan Despí.
En enero de 2006 da el salto a la televisión formando parte del equipo de meteorólogos de Canal Méteo, en la plataforma Digital+. 
En enero de 2007, abandona Digital+ y al mes siguiente se incorpora a La Sexta como presentador de La Sexta Meteo. Entre junio y diciembre de 2013, abandonó temporalmente La Sexta y viajó a Riad, para formar a meteorólogos en la televisión pública de Arabia Saudí, con Mediapro. En enero de 2014 se reincorporó a La Sexta.
En agosto de 2014 abandonó La Sexta y en septiembre del mismo año se incorporó a Trece. Tras casi tres años y medio trabajando en Trece, en enero de 2018 abandona la cadena y en febrero de 2018 retorna a La Sexta, presentando de nuevo La Sexta Meteo hasta agosto de 2018.
Desde el 3 de septiembre de 2018 colabora en el programa Aruser@s (llamado Arusitys en su primera temporada), en La Sexta, como encargado de la sección de meteorología. A su cargo está también la sección Redondo TV en la que se muestran las imágenes más impactantes de la naturaleza en todo el planeta. En 2019, colaboró en Arusitys Prime, la versión en el prime time de Antena 3, del morning show de La Sexta.
Aparte de las previsiones meteorológicas en los informativos, se le ha podido ver alguna intervención contando curiosidades sobre fenómenos físicos, meteorológicos y astronómicos.
Su pasión por la ciencia se puede comprobar en su blog Colgado por los newtons, donde explica de forma divertida la ciencia que nos rodea. 
Es miembro de la Asociación de Comunicadores de Meteorología (ACOMET) y de la Asociación Catalana de Observadores Meteorológicos (ACOM). Además, desde enero de 2017, colabora como meteorólogo en Meteored.
Desde enero de 2022 es profesor de Periodismo y Comunicación Audiovisual en la Universidad Internacional de Cataluña (UIC).